# جریان موزامبیک

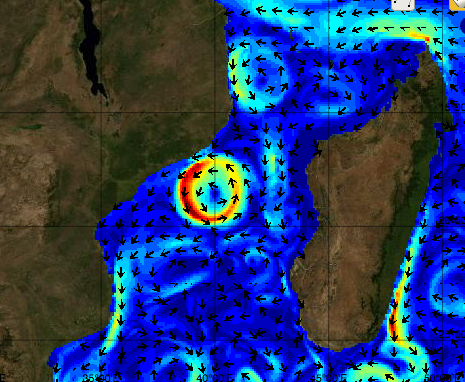
طرحی از جریان موزامبیک

جریان موزامبیک (انگلیسی: Mozambique Current) یک جریان اقیانوسی در اقیانوس هند است که معمولاً به‌عنوان جریان آب گرم سطحی شناخته می‌شود که در امتداد ساحل آفریقا در کانال موزامبیک، میان موزامبیک و جزیره ماداگاسکار به سمت جنوب جریان دارد.